# 빗

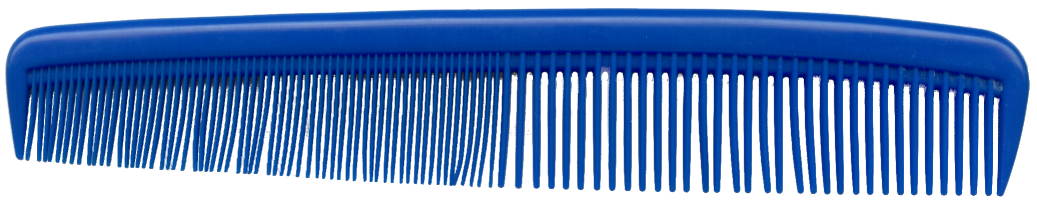
플라스틱제의 현대식 빗.

빗은 머리털을 빗는 도구이다. 빗은 고고학자들이 발견한 가장 오래된 도구들 가운데 속하며, 페르시아에서 5,000년 전으로 거슬러 올라가면 매우 세련된 형태의 빗이 발견된다.
철기시대 중후반의 고래뼈로 만든 빗은 오크니 제도와 서머싯주의 고고학 발굴지에서 발견되었다.

## 설명
빗은 수직으로 배치된 톱니로 구성된다. 빗은 다양한 재료로 만들 수 있는데, 예를 들어 가장 일반적으로는 플라스틱으로 구성되며 그 외에 금속 또는 목재로 만들 수도 있다. 고대에는 뿔이나 고래뼈를 사용하기도 했다. 상아와 대모갑으로 만든 빗은 한때 흔했지만 이를 생산하는 동물에 대한 우려로 인해 사용이 줄어들었다. 나무 빗은 주로 회양목, 벚나무 또는 기타 세밀한 나무로 만들어진다. 좋은 품질의 나무 빗은 일반적으로 수제이며 광택을 낸다.
빗은 용도에 따라 모양과 크기가 다양하다. 미용 빗에는 머리카락을 가르고 톱니를 닫을 수 있도록 얇고 가는 손잡이가 있을 수 있다. 일반적인 머리 빗은 일반적으로 빗의 절반 부분에 더 넓은 톱니가 있고 나머지 빗에는 더 가는 톱니가 있다. 핫 콤(hot comb, 열을 사용한 머리 빗)은 북미 식민지 시대에 머리를 곧게 펴는 용도로만 사용되었다.
헤어브러시는 수동 모델과 전기 모델로 제공된다. 빗보다 크기가 더 크며 머리 모양을 정돈하고 스타일링하고 청소하는 데에도 일반적으로 사용된다. 빗과 헤어브러시의 조합은 19세기에 특허를 받았다.

## 나라별 빗

### 한국
한국의 전통 빗에는 얼레빗·참빗·면빗·상투빗 등이 있다. 머리를 땋거나 쪽을 찌던 조선시대에는 먼저 빗살이 성긴 얼레빗으로 머리카락을 가지런히 하고, 촘촘한 참빗으로 정성들여 빗어내려 땋거나 쪽을 쪘다. 그런 다음 작은 면빗으로 정갈하게 다듬었다. 모양은 대부분 반달형과 직사각형이며, 재료로는 박달나무·대나무·대추나무·도장나무·소나무 등이 사용되었다.

## 같이 보기
- 머리카락
- 참빗
- 솔빗
- 면도기